# Hypsizygus marmoreus
Hypsizygus marmoreus är en svampart som först beskrevs av Charles Horton Peck, och fick sitt nu gällande namn av Howard Elson Bigelow 1976. Hypsizygus marmoreus ingår i släktet Hypsizygus och familjen Lyophyllaceae.   Inga underarter finns listade i Catalogue of Life.

## Källor

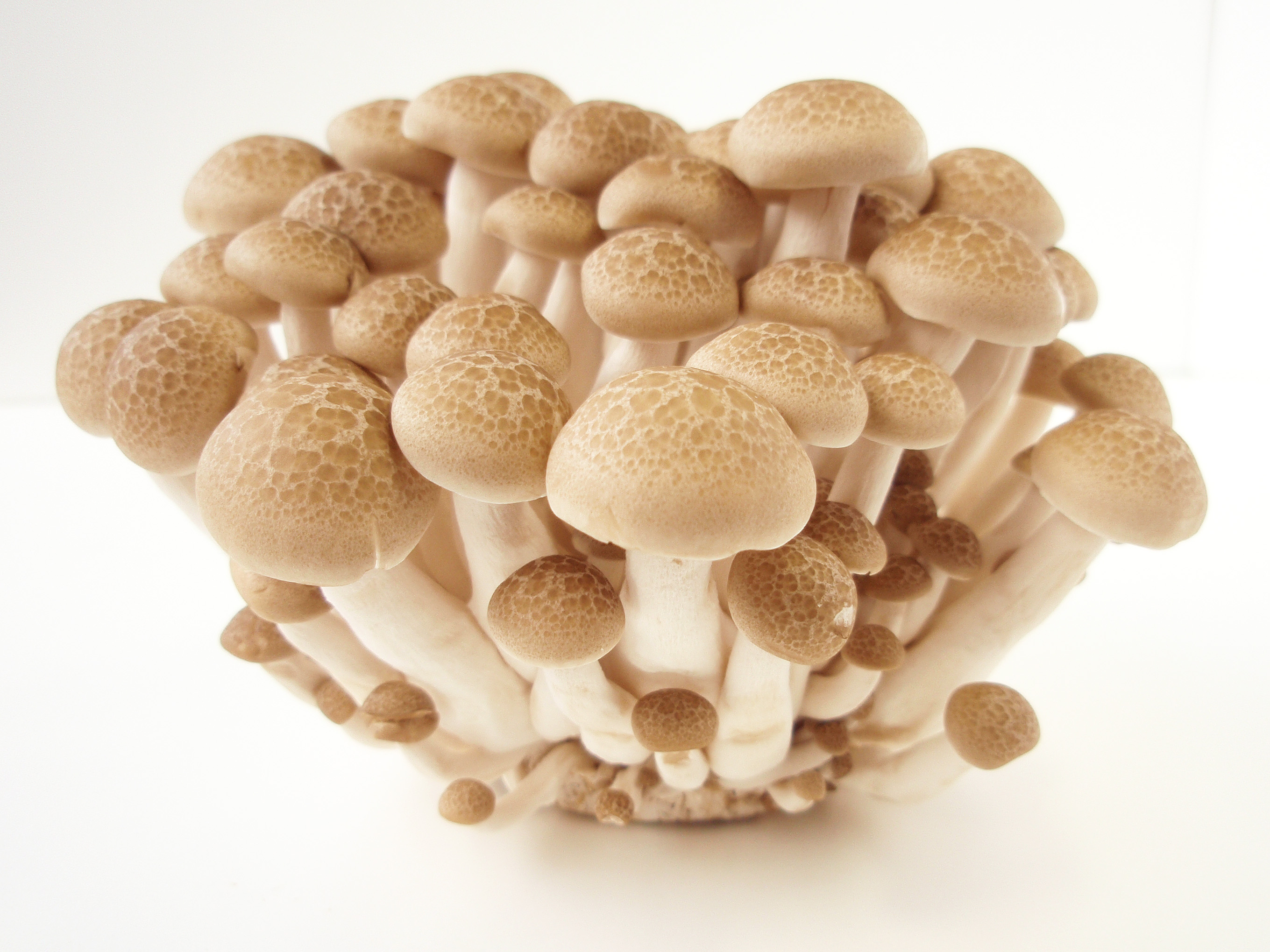
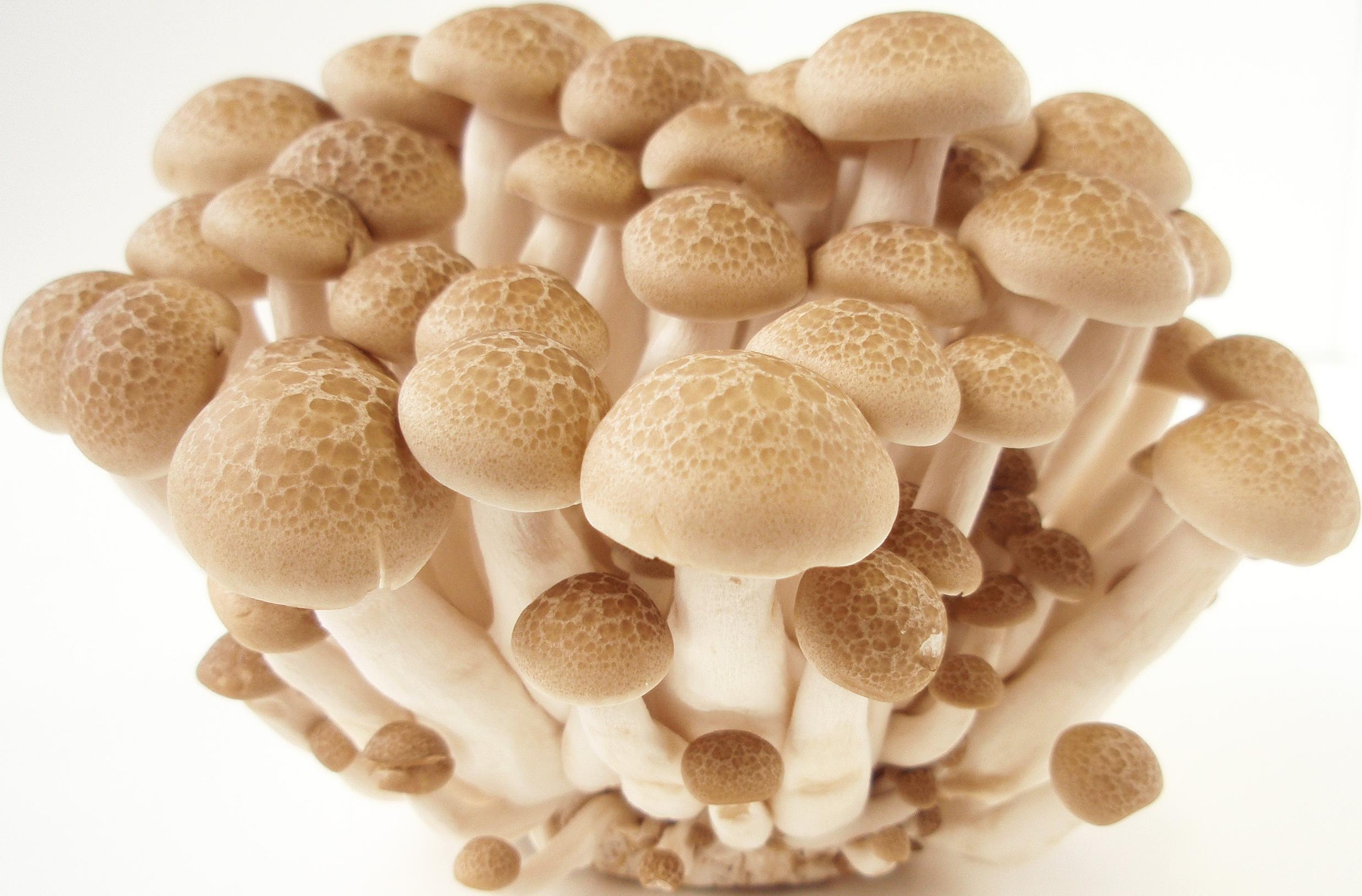
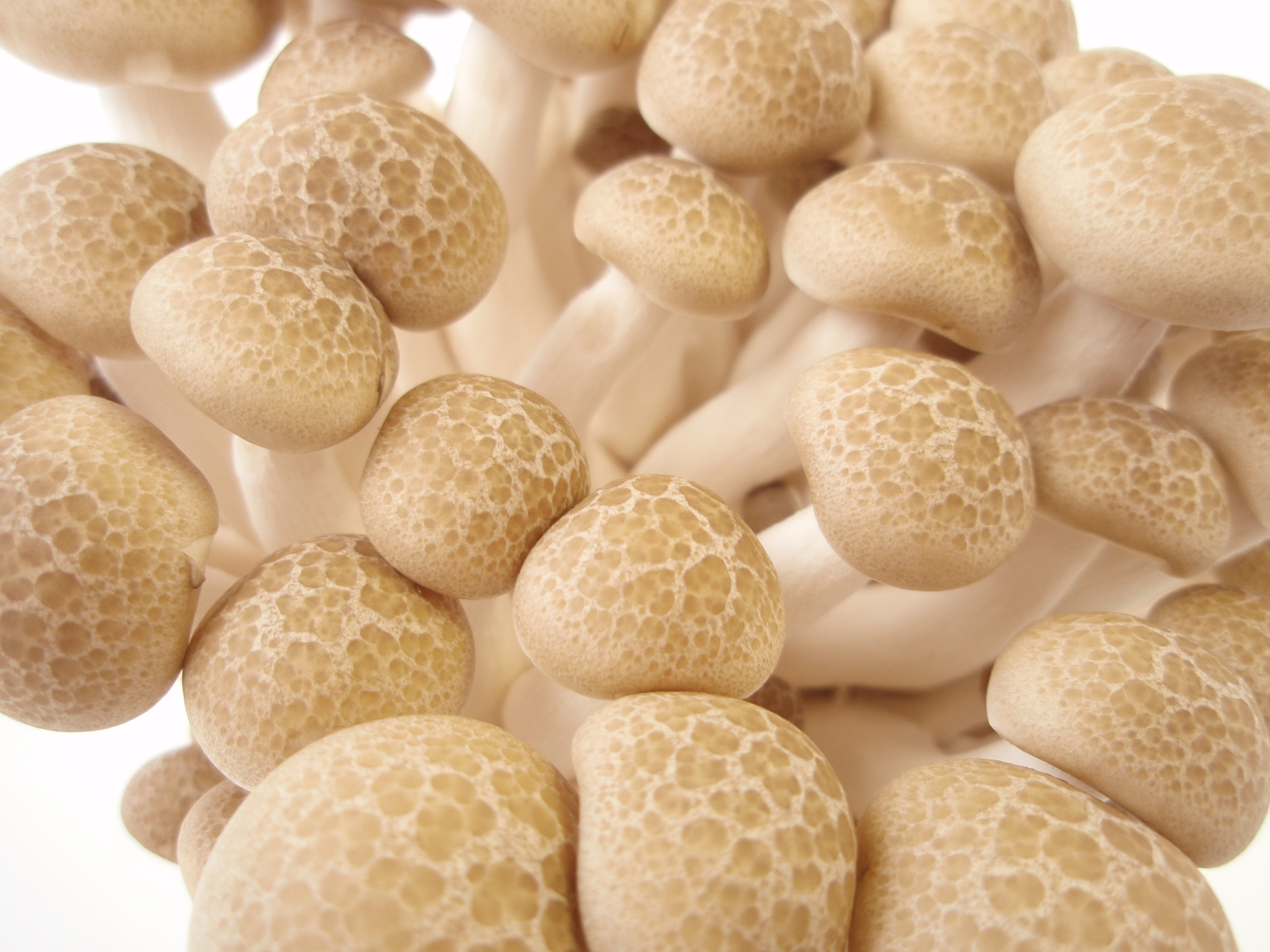
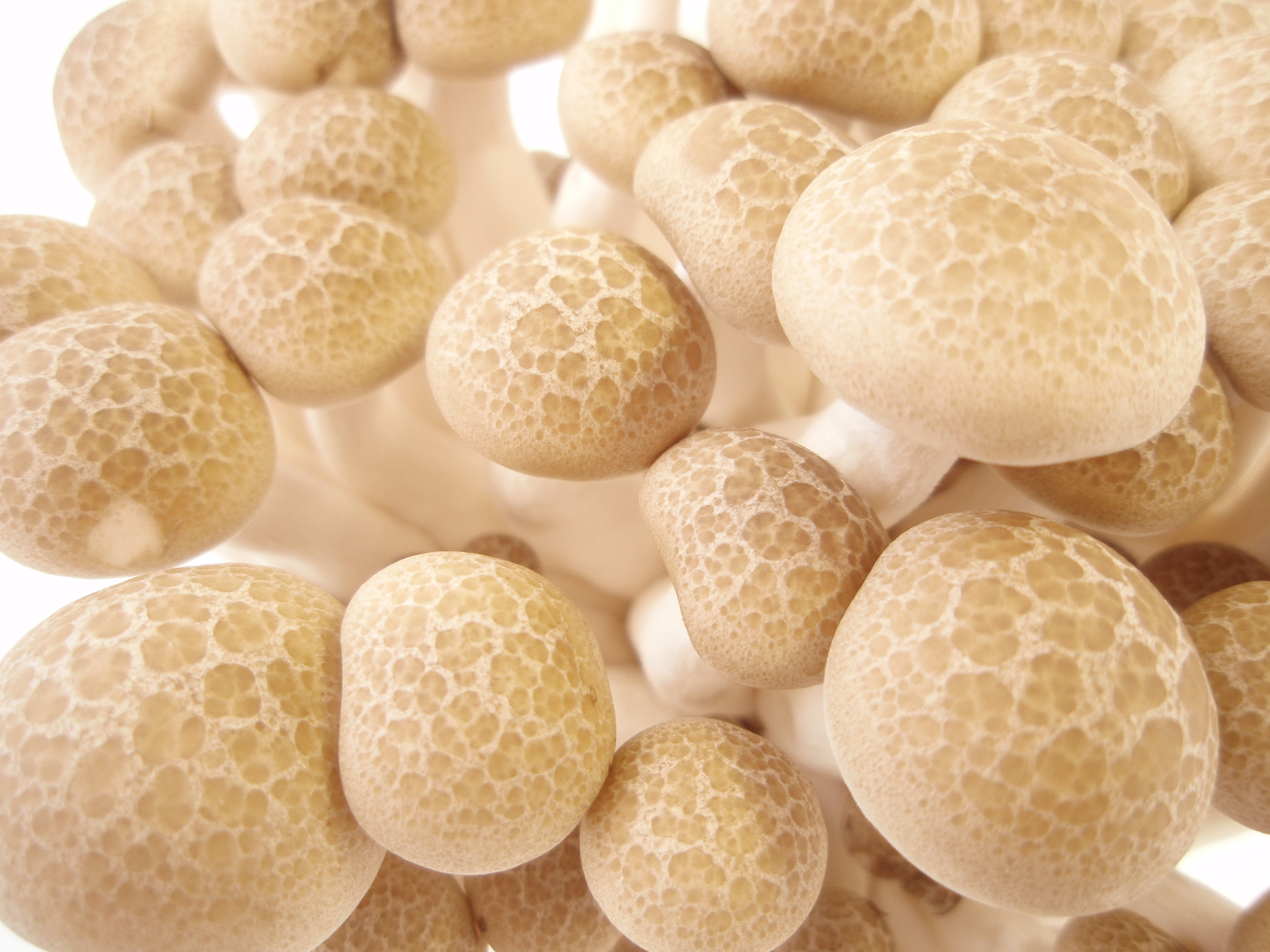
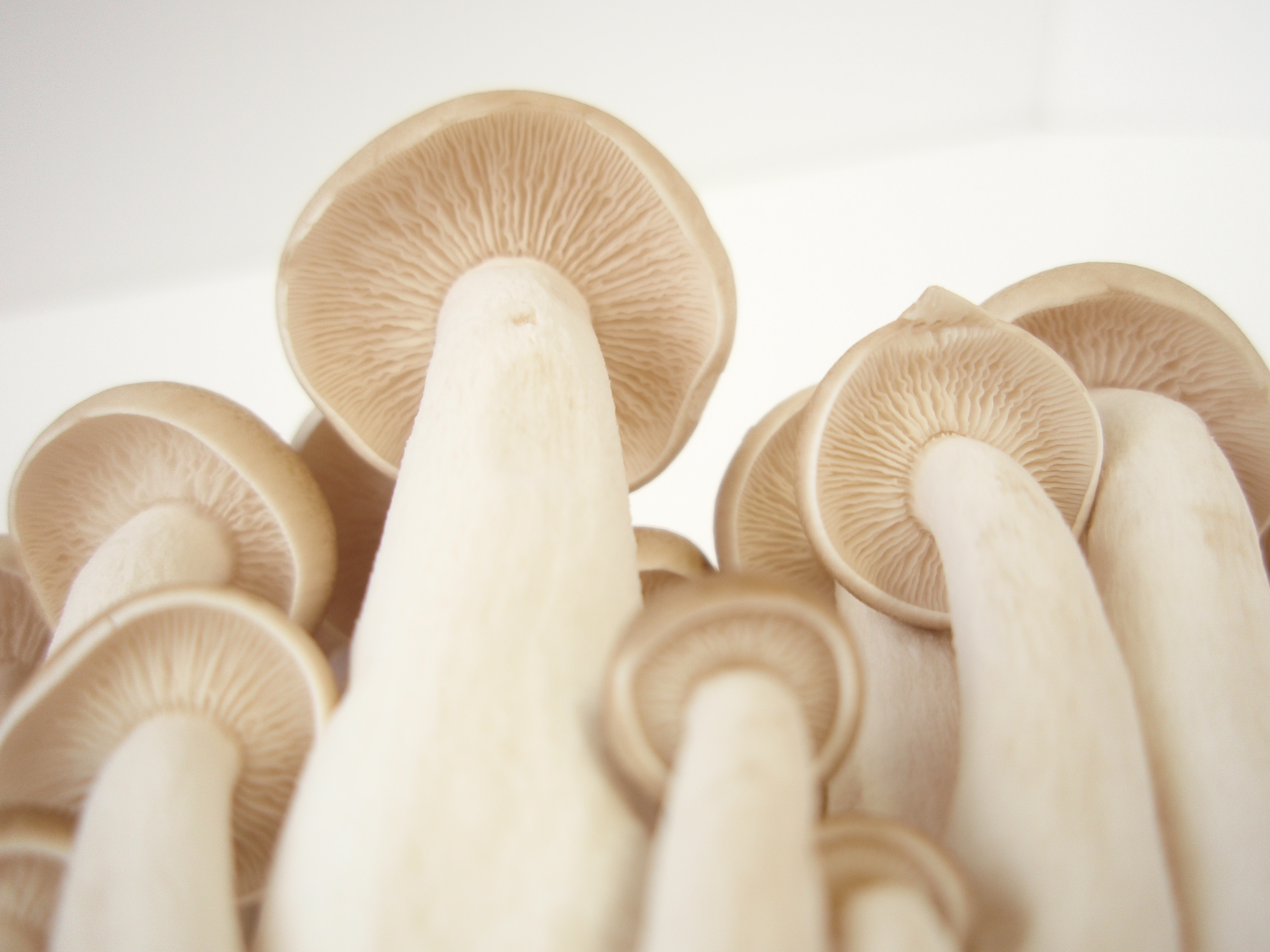